# 感度と特異度
医学における感度（かんど）と特異度（とくいど）とは、臨床検査の性格を決める指標である。感度とは、陽性と判定されることが望ましいものを陽性と判定する確率である。特異度とは、陰性と判定されることが望ましいものを陰性と判定する確率である。

## 感度
感度が高い（高感度である）、とは、「陽性と判定されるべきものを正しく陽性と判定する可能性が高い」、あるいは「陽性と判定されるべきものを間違って陰性と判定する可能性が低い」という意味である。

## 特異度
特異度が高い、とは、「陰性のものを正しく陰性と判定する可能性が高い」、あるいは「陰性のものを間違って陽性と判定する可能性が低い」という意味である。

対となる表現に感度（敏感度）があるが、特異度は感度との兼ね合いで決まるため、必ずしも特異度のひたすら高い検査が良いとは言えない。
なお、検査に限らず、「Bという症状は、Aという疾患に特異的だ（特異度が高い）」という言い方をすることが可能である。この場合の意味は、「Bという症状があれば、Aという病気がないのに誤ってAであると診断してしまう可能性が低い」という意味、すなわち「Bという症状があればAを強く疑ってよい」という意味で使われることが多く、逆に言えば「Bという症状がないからAという病気はない可能性が高い」と言っているわけではない。厳密にはこのような文脈で言う特異度とは陽性予測度であり、こういう文脈で使われる特異性・特異度は、検査における特異度の概念とは異なっている。
一般的には、感度が高いと除外診断 (rule out) に有用であり、特異度が高いと確定診断に有用である。

### 参考
感度、特異度、陽性適中率、陰性適中率については、以下の表を参考にされたい。
|           |      | 真の状態 （生検などの詳細検査の結果で決定） |                                      |                                      |
| 陽性      | 陰性 |                                             |                                      |                                      |
| 検査 結果 | 陽性 | 真陽性                                      | 偽陽性 （第Ⅰ種の過誤：α過誤）        | 陽性適中率 = 真陽性の数/検査陽性の数 |
| 検査 結果 | 陰性 | 偽陰性 （第Ⅱ種の過誤：β過誤）               | 真陰性                               | 陰性適中率 = 真陰性の数/検査陰性の数 |
|           |      | 感度 = 真陽性の数/本当に陽性の人数          | 特異度 = 真陰性の数/本当に陰性の人数 |                                      |

## 感度と特異度の関係
特異度は感度と関連性をもっている。以下に具体的な例で説明する。
ある病気Aで血清中の値が上昇する酵素を考えるとする。この検査では、正常人では平均100程度の数字であるが、病気Aを持っている者では平均1000程度の数字まで大幅に上昇する、と、統計的に分かっているとしよう。この場合、カットオフ値、つまり正常と異常の境目をどこにするのが妥当であろうか。
たとえば、150以上は異常、150未満では正常、として、この検査を運用するとする。すると、本当は病気Aではないのに「異常」と判定される被験者の数は必然的に増加する（偽陽性が増加する）。このような検査は、病気Aを持っている人を見逃す可能性は低いが、病気Aを持っていない人を正しく判定できる可能性は低い。つまり、高感度・低特異度の検査となる。
全く同じ検査でも、800以上は異常、800未満では正常、として、この検査を運用すると、今度は病気Aであるのに「正常」と判定される被験者の数が増える（偽陰性が増加する）。このような検査は、病気Aを持っていない人を不必要に心配させる可能性は低いが、病気Aを持っている人を正しく判定できない、低感度・高特異度の検査である。
理想の検査とは感度も特異度も完全に100%である検査であるが、実際にはそのような完璧な検査は存在しない。カットオフ値は、感度と特異度、両方の値を出来るだけ高くするよう適切な値に取るのが原則である。が、検査の目的によって調整されるのが実情である。たとえば日本の狂牛病の全数検査では、まず最初に、ELISA法でスクリーニング検査を行うが、これは安価な検査ながら感度を非常に高め、陽性の見逃しの可能性を極力減らし、特異度を犠牲にした検査である（すなわち偽陽性が出やすい）。